# 石川智久 (薬学者)
石川 智久（いしかわ ともひさ、1960年12月 - ）は、日本の薬学者（薬理学）。学位は医学博士（筑波大学・1989年）。静岡県立大学薬学部副学部長・大学院薬学研究院教授。
筑波大学基礎医学系講師、ネバダ大学リノ校医学部研究助教授、静岡県立大学薬学部助教授などを歴任した。

## 来歴

### 生い立ち
1960年生まれ。東京理科大学に進学し、1984年に薬学部薬学科を卒業。その後、筑波大学大学院医学研究科に進学し、1989年に修了した。筑波大学より医学博士号を授与される。

### 研究者として
日本学術振興会の特別研究員などを経て、1990年から母校である筑波大学にて、基礎医学系の講師に就任し教鞭を執った。翌年、アメリカ合衆国に渡航し、ネバダ大学の医学部にて助手となり、1993年からは講師を務めた。翌年には再び筑波大学に復帰し、基礎医学系にて再度、講師となった。1998年には、静岡県立大学に転じ、薬学部の助教授に就任した。2006年には教授に承認した。
現在は、静岡県立大学の薬学部薬学科に所属し、教授として学生を指導している。また、大学院の薬学研究科の教授も兼任している。なお、静岡県立大学では、薬学部や薬学研究科の講義だけでなく、食品栄養科学部や看護学部の一部の講義も担当している。

## 研究

ランゲルハンス島

専攻は薬学であり、特に薬理学を専門としている。微小な循環調節機構や物理的な刺激に対する受容応答機構などの研究に取り組んでいる。また、膵臓のランゲルハンス島に存在するβ細胞の機能調節機構についても研究を行っている。
具体的には、前述の膵β細胞をはじめ、グルコースを貯蔵する骨格筋や糖尿病の合併症とかかわりの深い微小循環を調査しており、得られた知見に基づいた医薬品の開発などを通じて糖尿病の克服を目指している。

## 著作

### 共著
- 石川智久研究代表者『高濃度グルコース曝露に対する膵β細肪の応答反応におけるTRPチャネルの役割』2008年。

## 関連人物
- 木村俊秀
- 金子雪子